# Attilio Demaría
Attilio Demaría, Atilio José Demaría  (Buenos Aires, 1909. március 19. – Haedo, 1990. november 11.) világbajnoki ezüstérmes argentin és világbajnok olasz labdarúgó, csatár, edző.

## Pályafutása

### Klubcsapatban
1925-ben az FBC Ciudadela Juniors csapatában kezdte a labdarúgást. 1926 és 1931 között az Estudiantil Porteño, 1931-ben a Gimnasia de Le Plata labdarúgója volt. 1931-ben Olaszországba szerződött és 1936-ig az Ambrosiana-Inter csapatában szerepelt. 1936-ban hazatért Argentínába és az Independiente, majd 1937-ben ismét a Estudiantil Porteño labdarúgója volt. 1938-ban visszatért Olaszországba és ismét az Ambrosiana-Inter labdarúgója lett 1943-ig. 1943–44-ben a Novara együttesében szerepelt. A második világháború után egy idényen át a Legnano, majd két idényen át a Cosenza játékos-edzője volt.

### A válogatottban
1930–31-ben három alkalommal szerepelt az argentin válogatottban. Tagja volt az 1930-as világbajnoki ezüstérmes csapatnak. Egy évvel azt követően, hogy Olaszországba szerződött honosították és olasz állampolgár lett. 1932. november 27-én Milánóban az olasz válogatottban is bemutatkozott Magyarország ellen, ahol 4–2-es olasz győzelem született. 1933-ban négy alkalommal szerepelt az olasz B-válogatottban és négy gólt szerzett. 1934-ben világbajnoki címet nyert az olasz csapattal. 1932 és 1940 között 13 alkalommal szerepelt az olasz válogatottban és három gólt ért el.

### Edzőként
1945 és 1948 között egy idényen át a Legnano, két idényen át a Cosenza játékos-edzője volt. Majd ismét hazatért Argentínába, ahol 1951-ben korábbi klubja a Gimnasia de Le Plata vezetőedzője volt. 1973-ban az Almirante Brown csapatának szakmai munkáját irányította.

## Sikerei, díjai
Argentína
- Világbajnokság
  - ezüstérmes: 1930, Uruguay

 Olaszország
- Világbajnokság
  - aranyérmes: 1934, Olaszország
- Európa kupa
  - győztes: 1933–35

 Ambrosiana-Inter
- Olasz bajnokság
  - bajnok: 1929–40
- Olasz kupa (Coppa Italia)
  - győztes: 1939